# Archeology
Archeology je desáté řadové album skupiny Arakain. Je to album nevydaných skladeb. Hostem alba je Lucie Bílá. Bylo vydáno v roce 2002 a obsahuje 18 písní.

## Seznam skladeb
1. Nikotin - 02:51 (1982)
2. Kostlivec - 02:45 (1982)
3. Le Mans - 04:00 (1982)
4. Otec z rozhodnutí komise - 03:20 (1983)
5. Žádnej metal - 02:51 (1984)
6. My si žijem - 03:36 (1984)
7. Quasimodo - 03:29 (1984)
8. Slečna Heavy - 04:03 (1984)
9. Holka ty jsi jak vlkodlak - 03:26 (1984)
10. Prodavač barev - 03:11 (1986)
11. May Day - 03:25 (1985)
12. Wendy - 02:59 (1984)
13. Cornouto - 03:20 (1985)
14. Zimní královna - 03:56 (1985)
15. Nechceš - 03:19 (1986)
16. Kat - 03:45 (1986)
17. Poseidon 04:44 (1988)
18. Automat Svět 04:30 (1987)